# Джорджиу, Джордж
Джордж Джорджиу (англ. George Georgiou) — британский актёр.

## Жизнь и карьера
Джордж Джорджиу родился в Лондоне, где он и вырос. Он учился в Drama Centre London, вместе с Томом Харди и Майклом Фассбендером. Джорджиу сначала участвовал в театральных постановках Королевского национального театра, а с 2003 года, он начал сниматься в кино и на телевидении.
Он играл небольшие роли в таких фильмах как «Мамма Mia!», «Шрам» и «300 спартанцев: Расцвет империи». Он также появлялся в таких сериалах как «Закон и порядок: Лондон», «Призраки» и «Американцы». В 2013 году, он сыграл в одном эпизоде третьего сезона сериала HBO «Игра престолов» в роли Раздала мо Эраза. Он вернулся к этой роли в 2016 году. Кроме того, он в 2015 году появился в роли командира Хезболлы в шпионском сериале «Родина».

## Фильмография
- 2003: Байрон / Byron
- 2004: Грязная война / Dirty War
- 2008: Мамма Mia! / Mamma Mia!
- 2009: Закон и порядок: Лондон / Law & Order: UK (сериал, эпизод 2x06)
- 2010: Призраки / Spooks (сериал, эпизод 9x01)
- 2013: РЭД 2 / R.E.D. 2
- 2013-2016: Игра престолов / Game of Thrones (сериал)
- 2014: 300 спартанцев: Расцвет империи / 300: Rise of an Empire
- 2014: Благородная женщина / The Honourable Woman (сериал, 4 эпизода)
- 2014: Шрам / The Cut
- 2015: Американцы / The Americans (сериал, эпизод 3x12)
- 2015: Кости / Bones (сериал, эпизод 10x19)
- 2015: Наша эра. Продолжение Библии / A.D.: The Bible Continues
- 2015: Родина / Homeland (сериал, 2 эпизода)